# The Circus: Starring Britney Spears
The Circus: Starring Britney Spears è stato il quinto tour di concerti della cantautrice statunitense Britney Spears, a supporto del suo sesto album in studio, Circus.
La Spears non partiva per un tour mondiale da cinque anni, dal The Onyx Hotel Tour del 2004. Il tour ha toccato il Nord America, l'Europa e l'Australia.
Il palco era composto da tre anelli ed aveva una forma circolare, per richiamare l'idea del circo.
L'assistente di Britney, Brett Miller, affermò che era in progetto un DVD del tour, ma che non fu mai prodotto a causa di alcuni disguidi con la casa di produzione.

## Il concerto
Lo show è diviso in 4 atti: Circus, House of Fun (Anything Goes), Freakshow/Peepshow e Electro Circ, più un encore.

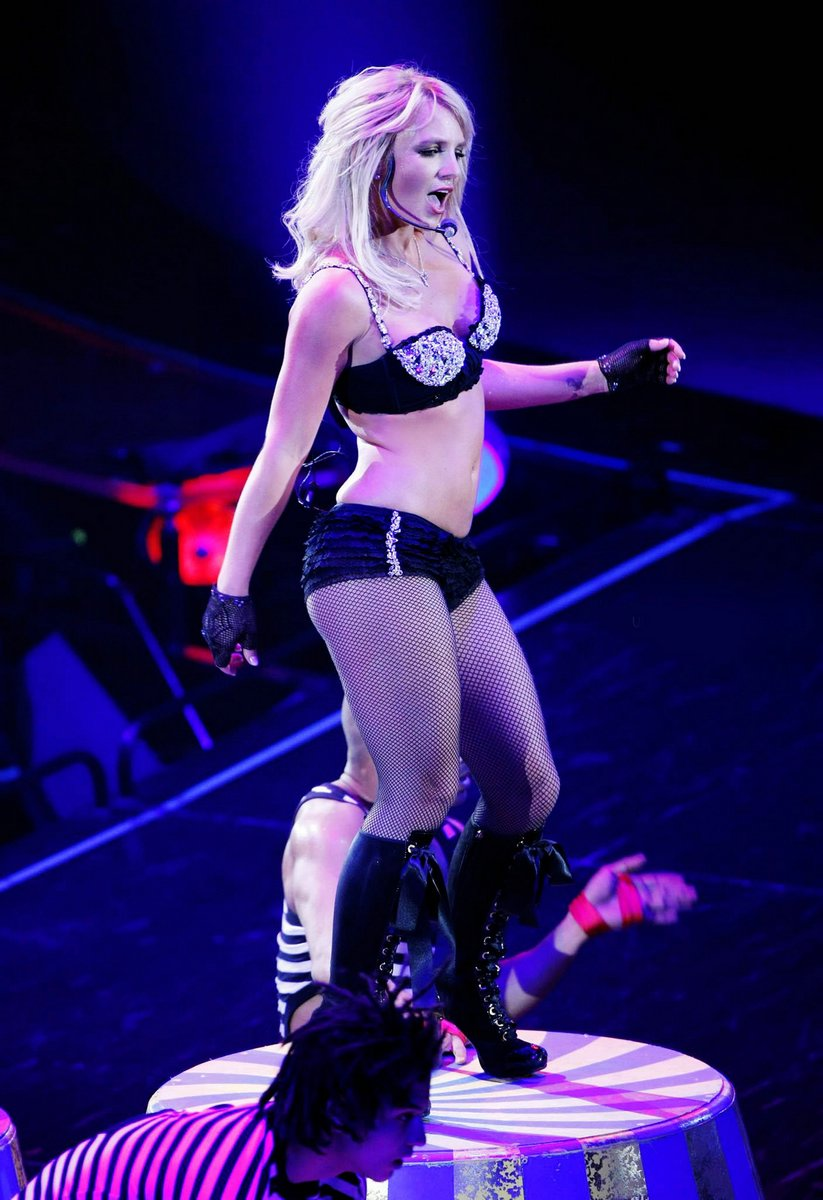
Britney Spears esegue Radar

Lo show inizia con un filmato dove Perez Hilton interpreta la regina Elisabetta I d'Inghilterra. Essa, tra le risate maligne, dà il benvenuto al pubblico nel suo strambo circo. Al termine del video, Britney Spears raggiunge la regina e la uccide. Così la cantante in carne ed ossa appare in scena dall'alto, mentre è all'interno di un giroscopio vestita da domatrice ed esegue Circus. Alla fine del brano, si toglie l'abito iniziale, rivelando un due pezzi ricoperto di cristalli Swarovski per eseguire Piece of Me, mentre è dentro una gabbia e i ballerini la portano in giro per il palco.
Segue un interludio ispirato ad un temporale, al termine del quale viene eseguita Radar, che include una pole dance. Successivamente un remix di Gimme More fa da interludio mentre i ballerini simulano delle arti marziali.
La sezione seguente inizia con Ed Alonzo che fa entrare Britney in una scatola e fa finta di tagliarla a metà, mentre lei esegue Oh Oh Baby. Quando Alonzo fa vedere che Britney è sparita dalla scatola, lei riappare in un altro punto del palco ballando Hot as Ice. Per Boys, Britney indossa una giacca militare mentre i ballerini indossano abiti da strada e stanno su delle biciclette. La cantante rivela poi una guêpière bianca e nera, insieme ad una giacca rosa per eseguire If U Seek Amy. Verso la fine di quest' ultima, viene simulata una caccia alla talpa con un martello.

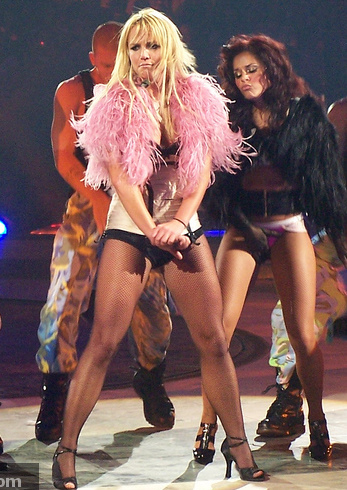
Britney Spears esegue If U Seek Amy

Quando il brano finisce, il palco viene invaso da luci blu e rosse, mentre si può assistere ad una intro a tema India. Successivamente, Britney Spears torna in scena per eseguire un remix in stile Bollywood di Me Against the Music, al termine del quale fa un discorso. La canzone seguente è Everytime che, eseguita sopra un ombrello volante, chiude il secondo atto.

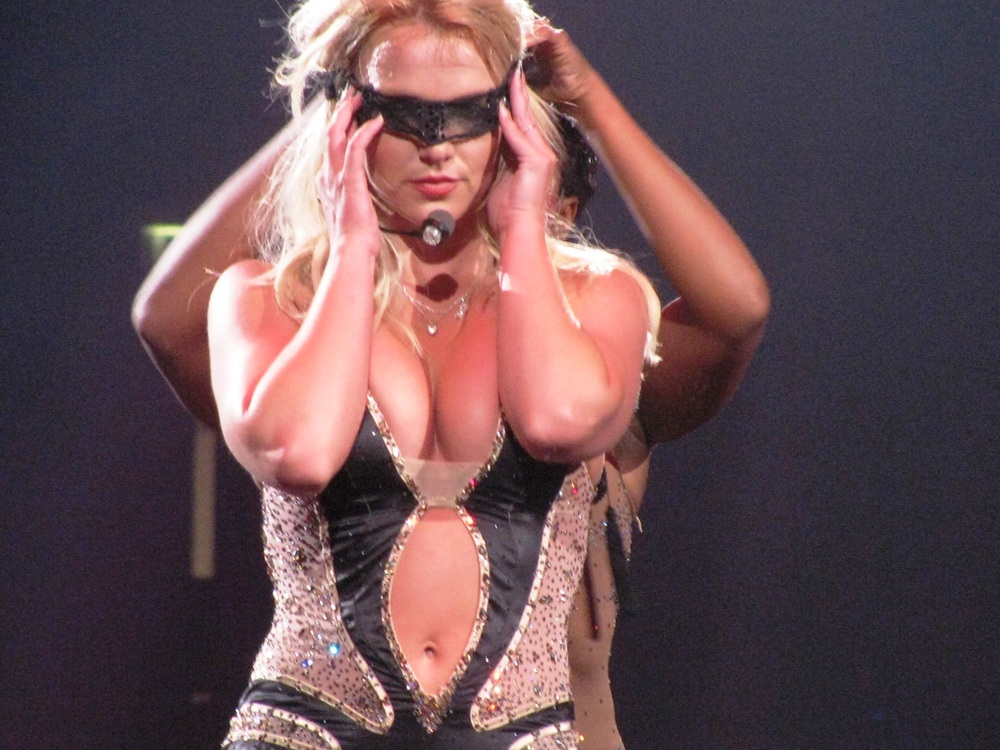
Britney Spears esegue Touch Of My Hand

L'atto seguente inizia con un video che mostra la cantante circondata da tante persone mascherate che amoreggiano fra loro, mentre si può udire la celebre cover di Marilyn Manson  di Sweet Dreams. Al termine del video, dei ballerini vestiti con delle tute nere e delle finte ali fanno delle acrobazie su dei fili mentre una voce distorta introduce il pubblico al terzo atto. La prima canzone di questo atto è  Freakshow, eseguita con delle versioni stravaganti degli abiti ottocenteschi, seguita poi da Get Naked (I Got a Plan). In seguito, viene mostrato il video Britney's Hotline e dei clown invitano un fan sul palco. Lo show va avanti, e la Spears torna in scena con un nuovo abito, mentre esegue un medley di Breathe On Me e Touch of My Hand. Durante la prima, lei e le ballerine fluttuano dentro delle cornici giganti, e procedono poi con una breve coreografia sexy fatta di fronte al fan invitato in precedenza. Per la seconda invece, Britney viene bendata e sollevata in aria da due ballerini grazie a dei tessuti aerei.

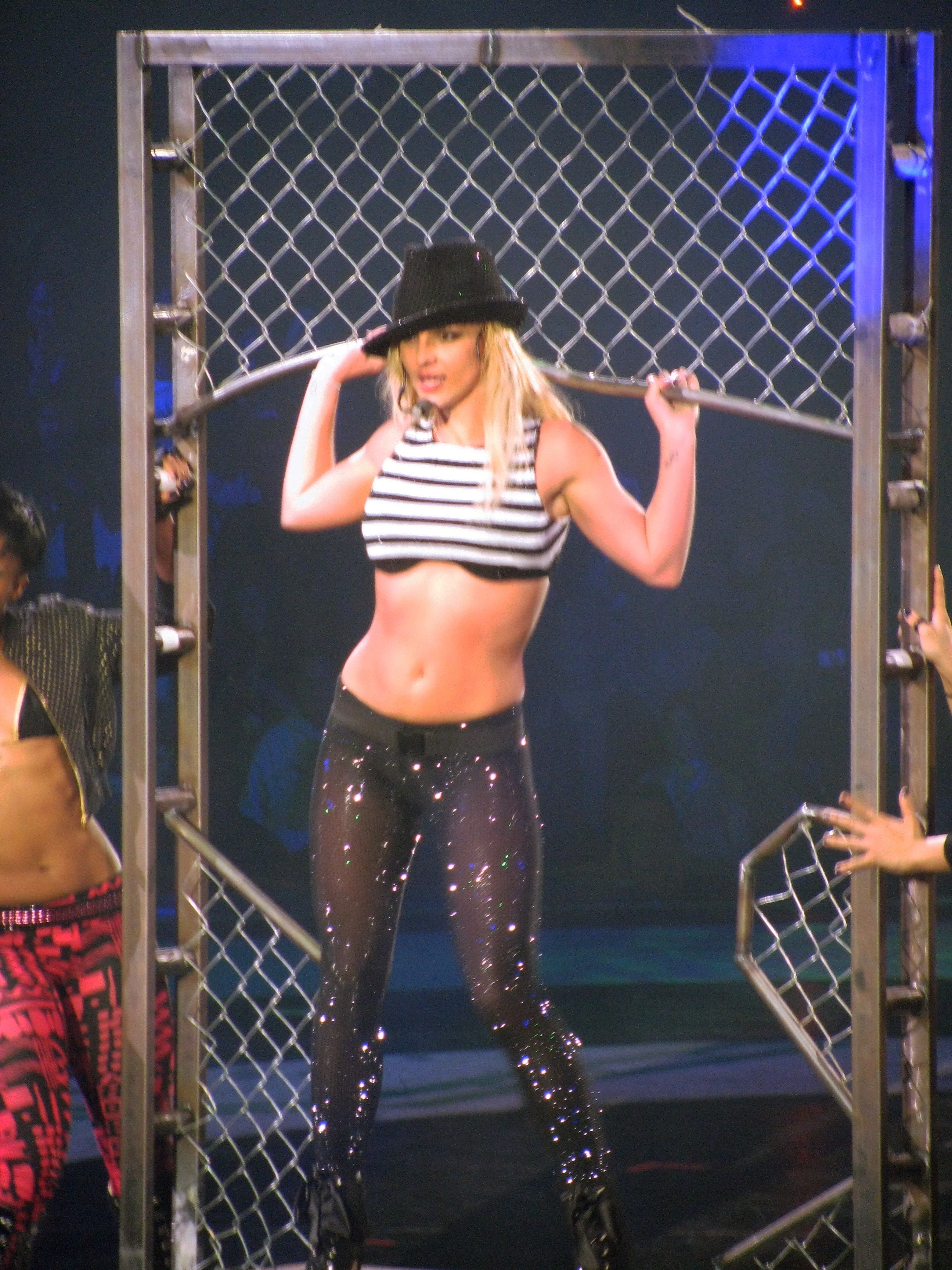
Britney Spears esegue Toxic

L'atto seguente si apre con Do Somethin', durante la quale Britney con il corpo di ballo hanno in mano delle pistole spara scintille e si arrampicano sopra delle strutture metalliche. Si passa poi ad un remix di I'm a Slave 4 U, durante la quale la cantante si solleva in aria tramite una piattaforma con sotto di sé un gigantesco anello di fuoco. Dopo un interludio chiamato Heartbeat e un cambio d'abito, la cantante esegue Toxic, seguita da un remix ...Baby One More Time, con il quale ringrazia il pubblico.
Alla fine dello show viene mostrato un video che riprende vari brani della Spears mentre si può udire un remix di Break the Ice. Quando il video termina, la cantante torna sul palco vestita da poliziotta ed esegue Womanizer, che termina in una pioggia di scintille, mentre i ballerini fanno un inchino e Britney passa in mezzo ai fan per lasciare la scena.

## Storia

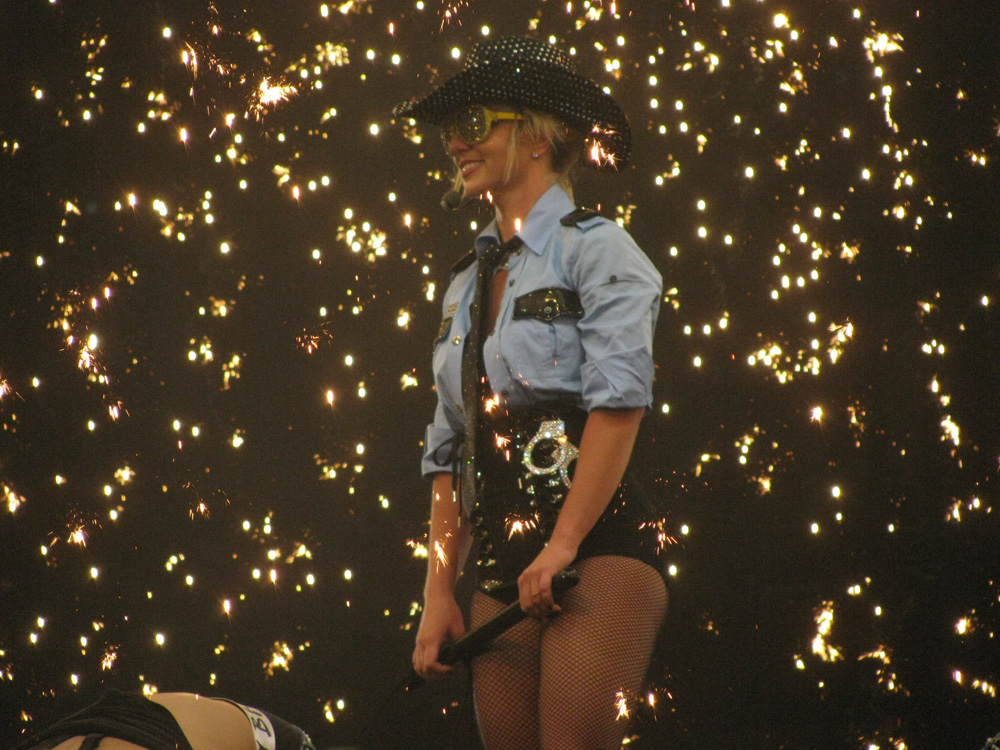
Britney chiude lo show con Womanizer

Nel 2007 Britney Spears ha aperto gli MTV Video Music Awards con la canzone Gimme More (primo singolo del suo quinto album in studio Blackout). La sua ultima esibizione dal vivo era stata a maggio dello stesso anno nel tour The M+M's Tour. La performance fu stroncata dalla critica e dal pubblico a causa del playback, della coreografia e del guardaroba ritenuto inadeguato. Nel settembre del 2008, poco dopo che la radio statunitense New York City aveva presentato il suo nuovo singolo Womanizer, Spears fece un'apparizione nello show e annunciò che avrebbe iniziato un tour mondiale nel 2009 per supportare l'album Circus. Affermò di aver firmato un accordo con l'agenzia AEG Live per produrre e promuovere gli show. Il primo direttore del tour, il coreografo australiano Wade Robson (poi sostituito da Jamie King), affermò che il tour avrebbe toccato Stati Uniti, Regno Unito e Australia. Il 26 novembre, la Spears annunciò due date a Londra per giugno 2009. Dopo le esibizioni al Good Morning America del 2 dicembre, la Spears annunciò una prima parte di 25 date negli Stati Uniti e le due date nel Regno Unito, con inizio il 3 marzo a New Orleans. Le Pussycat Dolls erano state scelte per aprire i concerti in Nord America.
Il 28 aprile furono aggiunte altre otto tappe europee e il giorno seguente ne furono annunciate altre quattro in Russia, Polonia e Germania. Il 9 giugno, la Spears annunciò che avrebbe tenuto dei concerti anche in Australia a novembre: inizialmente furono annunciate sei tappe. Il giorno seguente, annunciò sul suo sito web che sarebbe tornata in Nord America per una seconda parte, visitando venti città. Avrebbe dovuto raggiungere anche il Sud America, ma il manager della Spears Adam Leber smentì la notizia nonostante gli sforzi per realizzarla.

## Critica

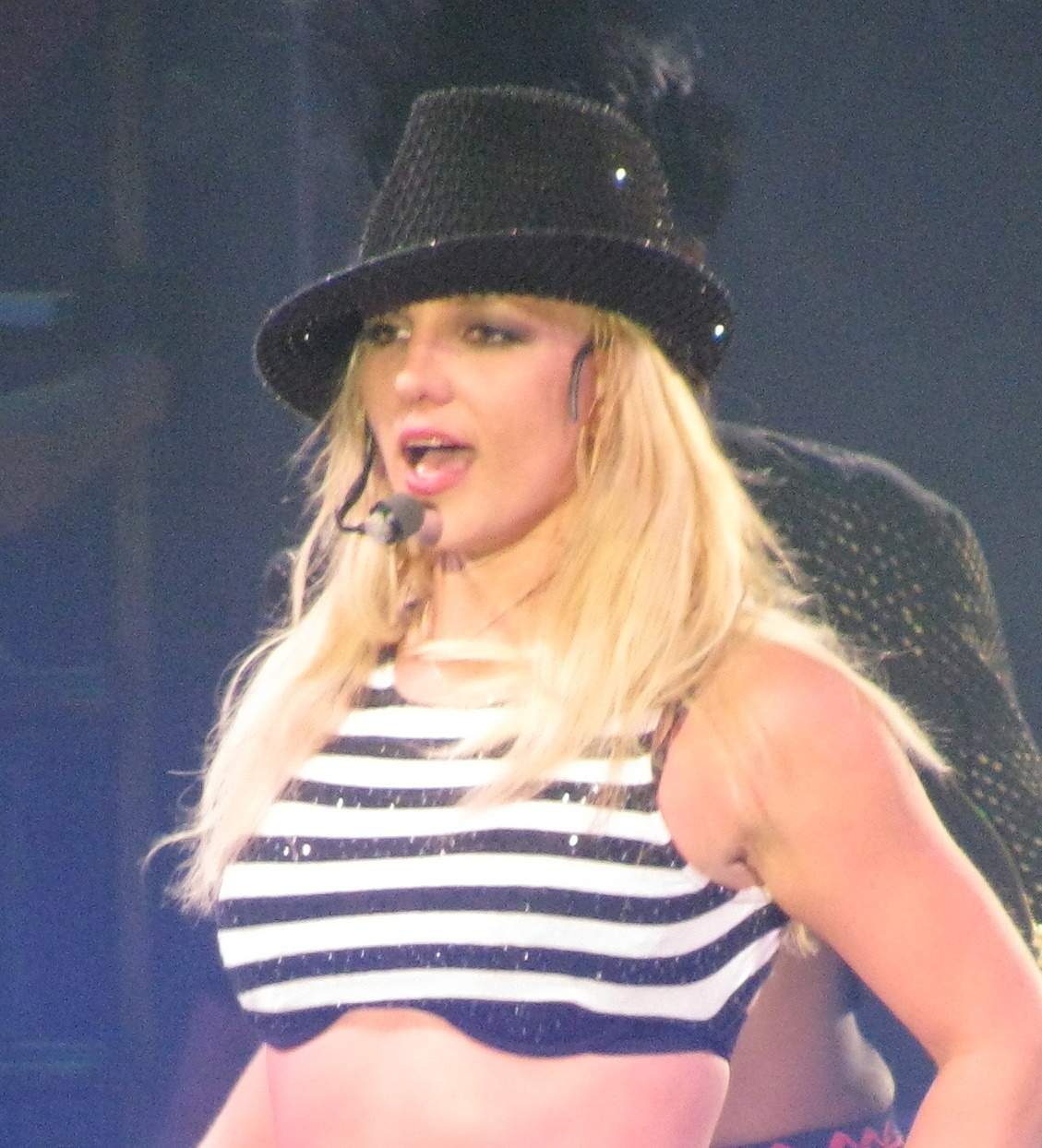
Britney mentre canta ...Baby One More Time durante un live del tour

Dopo la prima serata, il tour ricevette delle recensioni generalmente positive da parte della critica musicale. Stacey Plaisance di Associated Press commentò che il tour era "un altro passo giusto nella giusta direzione". Ann Powers del Los Angeles Times affermò: "nonostante quel passo falso nella prima tappa e diversi numeri in cui i suoi movimenti non erano più che adeguati, la Spears può tranquillamente definire la sua esibizione un successo". Jon Caramanica del The New York Times ha detto che "[lo show] era più uno spettacolo in stile Las Vegas che un concerto. Comunque, anche se ha interagito poco col pubblico, la signorina Spears è apparsa raggiante, spesso sorridente e mai svogliata". Dixie Reid del The Sacramento Bee commentò che lo show era "un'enorme e affascinante produzione con video d'intrattenimento (tra cui il noto bacio Spears-Madonna), coriandoli, stelle filanti e persino un trampolieri. Chi avrebbe potuto chiedere di più? Tutti sembravano divertirsi al circo". Neil McCormick del The Daily Telegraph ha detto che la Spears "è la regina della produzione in linea pop e rivendica la corona con il più perfetto spettacolo pop mai messo in scena".
L'autore di People Chuck Arnold ha scritto che la Spears "non si smentisce mai [..] da parte sua c'erano più passi di pavoneggiamento che passi di danza". Jeff Montgomery di MTV ha sia elogiato che criticato l'esibizione della Spears dicendo: "Sì, benvenuti al Circo di Britney, uno spettacolo grande, forte, divertente, privo di senso e con tre ring... Sta benissimo nella sua miriade di costumi, e riesce ancora a muoversi con la maggior parte di essi. [...] È solo, be, è quasi persa nella vastità della produzione che la circonda". Jane Stevenson del Toronto Sun ha dato all'esibizione della Spears tre stelle su cinque, affermando che "ci sono davvero tante cose -- c'erano anche soldati, ciclisti... -- non c'era tempo per accertarsi veramente su qualcosa della Spears se non che era fantastica. [..] Poteva mimare le canzoni (si può supporre) e saltellare sul palco abbastanza bene, ma c'era poco in termini di passione, gioia o emozione da parte sua". Craig Rosen dell'Hollywood Reporter affermò che "dopotutto, Britney e compagnia hanno costruito uno spettacolo divertente, ma non si poteva fare a meno di sperare che mostrasse un po' di più di lei come artista". Sean Daly del St. Petersburg Times ha riassunto tutte le recensioni dicendo: "Quando Britney, in tour per l'album Circus, si è esibita al Times Forum, c'erano tante persone ad alimentare il suo successo quante ad alimentarne il fallimento. [..] Ma dopotutto, siamo tutti invidiosi e riconoscenti, gelosi e acclamanti. Amiamo gli altri e noi stessi e odiamo gli altri e noi stessi per lo stesso motivo".

## Successo commerciale
Una settimana dopo l'annuncio del tour, erano già stati acquistati 400,000 biglietti per gli show del Nord America, il che spinse i promotori ad aggiungere altre sei date a Los Angeles, Toronto, New Jersey, Chicago, Long Island e Anaheim. Date le richieste anche in Regno Unito, furono aggiunte altre sei date alle due iniziali, dopo aver venduto più di 100,000 biglietti in una settimana. L'esibizione della Spears all'American Airlines Arena superò le aspettative, rompendo il record precedentemente detenuto da Céline Dion, con un pubblico di 18,644 persone.
La prima leg nordamericana, sold out, vendette in media 20,498 biglietti a show ed un guadagno di 61.6 milioni di dollari, divenendo il primo tour del primo semestre del 2009 in termini di guadagni nel continente. In più, il tour guadagnò 13 milioni dalle tappe di Londra, Manchester e Dublino, con un guadagno totale di 74.6 milioni, divenendo il terzo tour ad aver venduto di più nel mondo in quell'anno. Lo show di Copenaghen attirò 40.000 persone, il pubblico più ampio per la Spears dai tempi del suo Dream Within a Dream Tour del 2002 a Mexico City.
Anche la seconda leg americana ebbe il tutto esaurito, con un guadagno di 21.4 milioni di dollari, e fu riportato che il tour avesse venduto in totale 94 milioni. Anche i primi tre show a Melbourne furono sold out.
I quattro show all'Acer Arena di Sydney vendettero 66,247 biglietti, rendendo la Spears l'artista ad averne venduti di più nell'arena. Il tour arrivò in settima posizione nella classifica "Billboard's Top 25 Tours" del 2009, contando 70 dei 97 show totali. "The Circus: Starring Britney Spears" fece arrivare la Spears alla ventesima posizione della classifica "Top Touring Artists of the Decade", divenendo la più giovane artista nella classifica, e la quarta artista donna, dietro a Madonna, Céline Dion e Cher. Il tour divenne il quarto dell'anno in numeri di vendite in Nord America, il primo per un artista solista.
Nel febbraio del 2010, Pollstar pubblicò la classifica "Top 50 Worldwide Concert Tours of 2009": il tour della Spears è il quinto dell'anno, in tutto il mondo, in termini di vendite, con un guadagno di 131.8 milioni di dollari.

## Polemiche in Australia

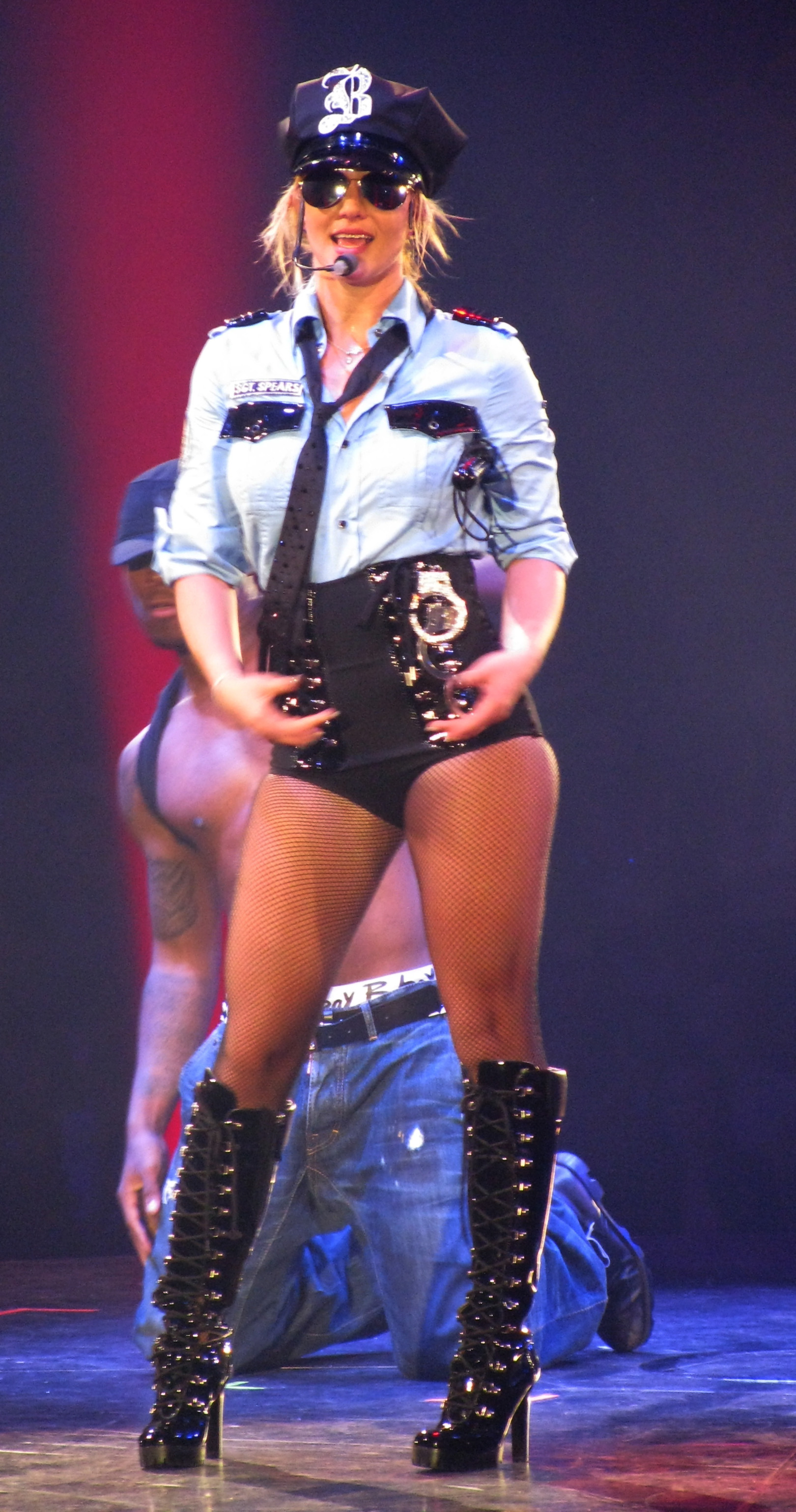
Britney Spears mentre si esibisce con Womanizer.

Prima dell'inizio degli show australiani, il Ministro del Commercio dello Stato del Nuovo Galles del Sud, Virginia Judge, affermò di essere a conoscenza che la Spears avrebbe usato il playback per i suoi concerti e stava considerando di inserire dei disclaimer sul materiale promozionale e sui biglietti, indicando che alcune parti dello show sarebbero state pre-registrate. Tale misura avrebbe portato ad un cambiamento nella legislatura del paese. La Judge spiegò successivamente la sua presa di posizione: "per essere chiari - 'dal vivo' significa 'dal vivo'. Se stai spendendo fino a 200 dollari io penso che meriteresti qualcosa di meglio di un filmato". Il direttore del tour Steve Dixon difese la Spears, affermando: "Questo è uno spettacolo pop, è uno show. Vieni per l'esperienza. C'è molto da vedere di questo show, non c'è niente di simile nel mondo. Britney Spears fa divertire, è per questo che la gente va a vederla. Noi offriamo loro uno show".
Dopo la prima tappa australiana a Perth, la giornalista Rebekah Devlin del The Advertiser riportò che un numero di fan aveva abbandonato l'arena durante lo show. Erano apparentemente "delusi" e "oltraggiati" dal playback della Spears.
Il promotore del tour in Australia, Paul Dainty, affermò: "È la più grande bugia che io abbia mai sentito. Sono davvero arrabbiato. Possiamo capire che c'era qualcosa di sbagliato e che la gente ha giudicato male lo show -- è qualcosa con cui si deve convivere -- ma dire che la gente ha abbandonato in massa lo show è una completa invenzione. Britney è a conoscenza di tutta la situazione e ne è molto turbata. È un essere umano. È una vergogna per me, con un simile entourage internazionale per Britney, far parte dei media australiani quando vedo delle recensioni così poco accurate e veritiere. Per nove mesi se ne è parlato su internet e la conclusione è che noi avremmo cercato di nasconderlo. È accaduto il contrario. Questo show è uno spettacolo incredibile, ecco cos'è".
Il manager della Spears, Adam Leber, ne ha parlato sul suo account Twitter, dicendo: "È una sfortuna che a Perth un giornalista non si è divertito allo show, l'altra sera. Per fortuna gli altri 18,272 fan sì". Il sito ufficiale della Spears ha anche riportato una serie di recensioni positive da parte di fan. Burswood Dome ha anche rilasciato un comunicato, in cui si legge: "Il concerto dell'altra sera (venerdì) ha avuto una folla record decisa a vedere la sua prima esibizione a Perth e per gli spettatori di Burswood l'evento è stato un enorme successo. L'affermazione di un giornalista che centinaia di fan hanno lasciato il concerto prima della fine non può essere motivata e a Burswood non ci sono state lamentele sullo spettacolo".
Alla fine, la Spears ha chiarito la situazione, in accordo con BBC Online. Lei avrebbe detto: "ho sentito che ci sono state diverse polemiche da parte dei media sul mio show. Alcuni giornalisti hanno detto che gli è piaciuto, ad altri non è piaciuto. Io sono venuta in Australia solo per i miei fan".
L'attenzione negativa dei media continuò dopo lo show a Melbourne, quando dichiararono che alcuni fan avevano messo in vendita sul sito eBay i biglietti delle tappe rimanenti in Australia per cifre misere come 99 centesimi. Invece, Dainty affermò che i possessori dei biglietti non fossero fan della Spears, dicendo: "Sono solo approfittatori. Comprano biglietti da 200 dollari e pensano di rivenderli per 500 dollari quando i concerti saranno sold-out".

## Artisti d'apertura
- Pussycat Dolls (Nord America)

1. Don't Cha
2. Beep
3. I Don't Need a Man
4. I Hate This Part
5. Buttons
6. Whatcha Think About That
7. Stickwitu
8. Jai Ho! (You Are My Destiny)
9. When I Grow Up

Fonte:
- Jordin Sparks (Nord America)

1. One Step at a Time
2. Walking On Snow
3. S.O.S. (Let the Music Play)
4. Battlefield
5. Tattoo
6. No Air

- Big Apple Circus[46]
- Ciara (Londra)[47]
- Kristinia DeBarge (Nord America)[48]
- One Call (Nord America)[48]
- Girlicious (Canada)[48]
- DJ Havana Brown (Europa e Australia)[49]
- Sliimy (Parigi)[50]
- Cascada (Berlino)[51]

## Scaletta
Perez Parade Intro
1. Circus (Funky Remix)
2. Piece of Me

Thunderstorm (interlude)
1. Radar

Gimme More (interlude)
1. Ooh Ooh Baby / Hot as Ice
2. Boys
3. If U Seek Amy

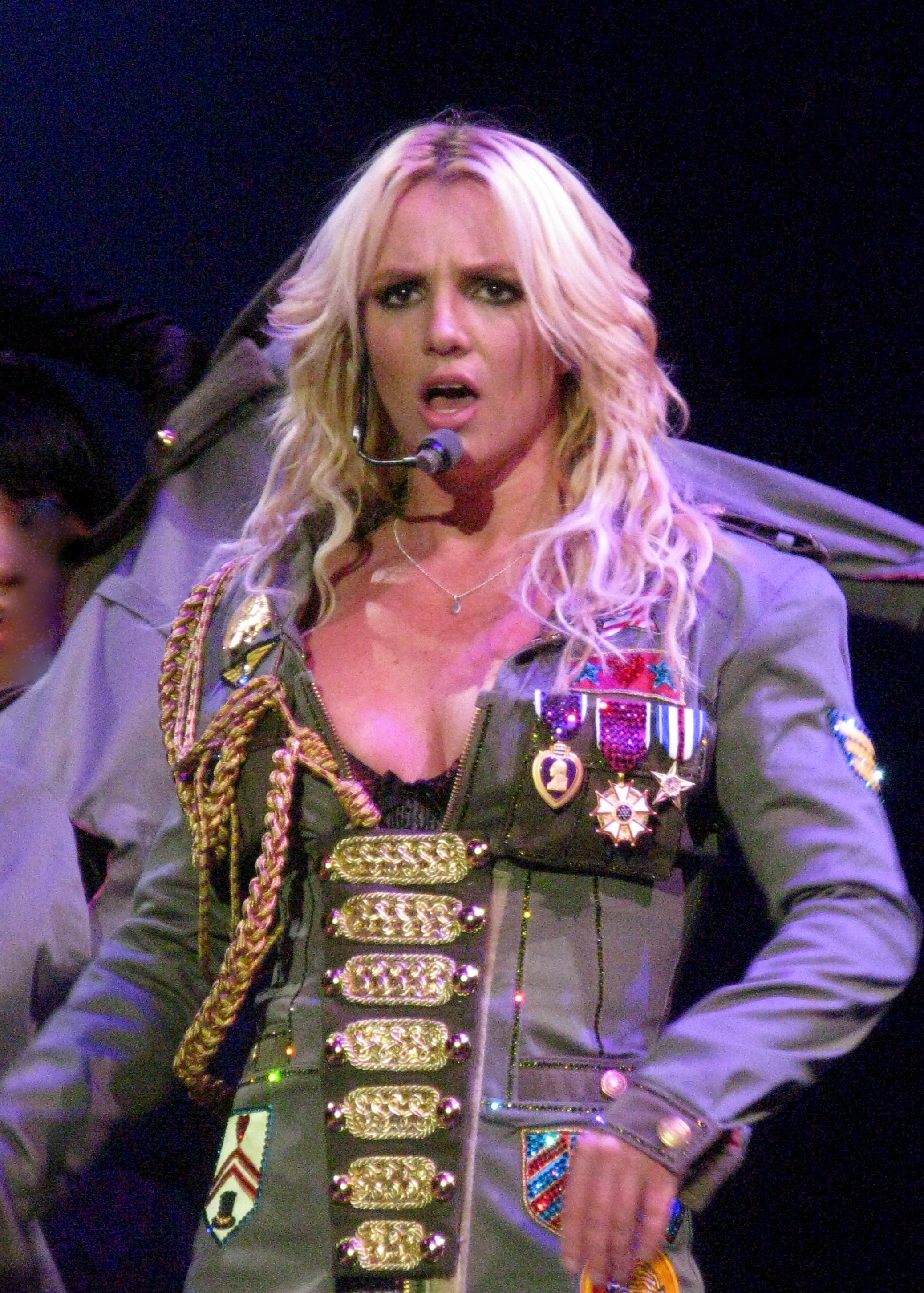
Britney Spears mentre si esibisce con Boys.

4. Me Against the Music (Bollywood Remix)
5. Everytime

Sweet Dreams (interlude)
1. Freakshow
2. Get Naked (I Got a Plan)

Britney's Hotline (interlude)
1. Breathe on Me / Touch of My Hand
2. Do Somethin'
3. I'm a Slave 4 U

Heartbeat (interlude)
1. Toxic
2. ...Baby One More Time (Remix)

Break the Ice (interlude)
1. Womanizer (Extended Remix)

Circus Reprise: The Bow

### Variazioni della scaletta
- Inizialmente, Everytime non sarebbe dovuta esserci nella scaletta, ma Britney la eseguì comunque in tutte le date.
- Nella data di New Orleans del 3 marzo 2009 Britney ha eseguito il brano I'm Scared di Duffy.
- In alcune date europee, a partire da quella di Parigi del 5 luglio 2009, venne eseguita Mannequin.
- A partire dalla data di Copenaghen dell'11 luglio 2009, Touch of My Hand venne eliminata dalla scaletta e venne eseguita di nuovo soltanto per le date della seconda leg nordamericana, al posto di Mannequin.
- A partire dalla data di Greensboro del 5 settembre 2009, venne aggiunta alla scaletta la canzone You Oughta Know di Alanis Morissette.

## Curiosità
- Nonostante il tour sia a supporto di Circus, la maggior parte dei brani eseguiti è tratta dal quinto album in studio Blackout, come si può vedere dalla scaletta. Infatti di Circus sono eseguiti tre singoli (Womanizer, Circus, If U Seek Amy), di Blackout vengono eseguite ben cinque canzoni (Piece of Me, Get Naked, Freakshow, Hot As Ice e Ooh Ooh Baby), oltre a Radar, che di fatto appartiene a tutti e due gli album.
- Con l'avanzamento del tour sono stati aggiunti degli intermezzi di ballo a ...Baby One More Time, Toxic e Womanizer.
- Nella data di Mohegan Sun, durante l'esecuzione di Womanizer, un fan ubriaco è salito sul palco approfittando della distrazione della sicurezza spaventando Britney e i suoi ballerini.

## Artisti d'apertura
La seguente lista rappresenta il numero correlato agli artisti d'apertura nella tabella delle date del tour.
- The Pussycat Dolls = 1
- Girlicious = 2
- Ciara = 3
- Sliimy = 4
- Havana Brown = 5
- Cascada = 6
- Kristinia DeBarge = 7
- One Call = 8
- Jordin Sparks = 9

## Date
| Data              | Città           | Stato        | Luogo                               | Artisti d'apertura | Biglietti venduti / Biglietti disponibili | Incasso      |
| Nord America      | Nord America    | Nord America | Nord America                        | Nord America       | Nord America                              | Nord America |
| ----------------- | --------------- | ------------ | ----------------------------------- | ------------------ | ----------------------------------------- | ------------ |
| 3 marzo 2009      | New Orleans     | Stati Uniti  | New Orleans Arena                   | 1                  | 16.810 / 16.810                           | $1.604.815   |
| 5 marzo 2009      | Atlanta         | Stati Uniti  | Philips Arena                       | 1                  | 29.094 / 29.094                           | $2.350.956   |
| 7 marzo 2009      | Miami           | Stati Uniti  | American Airlines Arena             | 1                  | 33.146 / 33.146                           | $2.846.027   |
| 8 marzo 2009      | Tampa           | Stati Uniti  | St. Pete Times Forum                | 1                  | 18.929 / 18.929                           | $1.818.011   |
| 11 marzo 2009     | Uniondale       | Stati Uniti  | Nassau Coliseum                     | 1                  | 33.549 / 33.549                           | $3.623.790   |
| 13 marzo 2009     | Newark          | Stati Uniti  | Prudential Center                   | 1                  | 33.535 / 33.535                           | $3.865.005   |
| 14 marzo 2009     | Newark          | Stati Uniti  | Prudential Center                   | 1                  | 33.535 / 33.535                           | $3.865.005   |
| 16 marzo 2009     | Boston          | Stati Uniti  | TD Banknorth Garden                 | 1                  | 30.989 / 30.989                           | $2.945.692   |
| 18 marzo 2009     | Toronto         | Canada       | Air Canada Centre                   | 1                  | 37.912 / 37.912                           | $3.714.316   |
| 19 marzo 2009     | Toronto         | Canada       | Air Canada Centre                   | 1                  | 37.912 / 37.912                           | $3.714.316   |
| 20 marzo 2009     | Montréal        | Canada       | Bell Centre                         | 1                  | 32.709 / 32.709                           | $2.976.658   |
| 23 marzo 2009     | Uniondale       | Stati Uniti  | Nassau Coliseum                     | N.D.               | [ 53 ]                                    | [ 53 ]       |
| 24 marzo 2009     | Washington      | Stati Uniti  | Verizon Center                      | 1                  | 18.160 / 18.160                           | $1.859.147   |
| 27 marzo 2009     | Pittsburgh      | Stati Uniti  | Mellon Arena                        | 1                  | 16.146 / 16.146                           | $1.553.944   |
| 30 marzo 2009     | Houston         | Stati Uniti  | Toyota Center                       | 1                  | 27.951 / 27.951                           | $2.488.360   |
| 31 marzo 2009     | Dallas          | Stati Uniti  | American Airlines Center            | 1                  | 31.340 / 31.340                           | $2.929.863   |
| 2 aprile 2009     | Kansas City     | Stati Uniti  | Sprint Center                       | 1                  | 16.872 / 16.872                           | $1.567.486   |
| 3 aprile 2009     | Minneapolis     | Stati Uniti  | Target Center                       | 1                  | 17.694 / 17.694                           | $1.420.032   |
| 6 aprile 2009     | Edmonton        | Canada       | Rexall Place                        | 1                  | 17.109 / 17.109                           | $1.422.220   |
| 8 aprile 2009     | Vancouver       | Canada       | General Motors Place                | 1                  | 18.040 / 18.040                           | $1.552.132   |
| 9 aprile 2009     | Tacoma          | Stati Uniti  | Tacoma Dome                         | 1                  | 21.828 / 21.828                           | $1.694.410   |
| 11 aprile 2009    | Sacramento      | Stati Uniti  | ARCO Arena                          | 1                  | 15.975 / 15.975                           | $1.293.323   |
| 12 aprile 2009    | San Jose        | Stati Uniti  | HP Pavilion                         | 1                  | 17.869 / 17.869                           | $1.834.352   |
| 14 aprile 2009    | Salt Lake City  | Stati Uniti  | EnergySolutions Arena               | 1                  | 17.095 / 17.095                           | $1.076.551   |
| 16 aprile 2009    | Los Angeles     | Stati Uniti  | Staples Center                      | 1                  | 48.448 / 48.448                           | $5.225.599   |
| 17 aprile 2009    | Los Angeles     | Stati Uniti  | Staples Center                      | 1                  | 48.448 / 48.448                           | $5.225.599   |
| 19 aprile 2009    | Anaheim         | Stati Uniti  | Honda Center                        | 1                  | 31.582 / 31.582                           | $3.081.963   |
| 20 aprile 2009    | Anaheim         | Stati Uniti  | Honda Center                        | 1                  | 31.582 / 31.582                           | $3.081.963   |
| 22 aprile 2009    | Oakland         | Stati Uniti  | Oracle Arena                        | 1                  | 17.694 / 17.694                           | $1.310.285   |
| 24 aprile 2009    | Glendale        | Stati Uniti  | Jobing.com Arena                    | 1                  | 17.005 / 17.005                           | $1.769.063   |
| 25 aprile 2009    | Las Vegas       | Stati Uniti  | MGM Grand Garden Arena              | 1                  | 15.728 / 15.728                           | $2.482.352   |
| 28 aprile 2009    | Rosemont        | Stati Uniti  | Allstate Arena                      | 1                  | 48.637 / 48.637                           | $3.917.002   |
| 29 aprile 2009    | Rosemont        | Stati Uniti  | Allstate Arena                      | 1                  | 48.637 / 48.637                           | $3.917.002   |
| 30 aprile 2009    | Columbus        | Stati Uniti  | Value City Arena                    | 1                  | 17.221 / 17.221                           | $1.434.383   |
| 2 maggio 2009     | Uncasville      | Stati Uniti  | Mohegan Sun Arena                   | 1                  | 18.611 / 18.611                           | $2.349.446   |
| 3 maggio 2009     | Uncasville      | Stati Uniti  | Mohegan Sun Arena                   | 1                  | 18.611 / 18.611                           | $2.349.446   |
| 5 maggio 2009     | Montréal        | Canada       | Bell Centre                         | 2                  | [ 55 ]                                    | [ 55 ]       |
| Europa            |                 |              |                                     |                    |                                           |              |
| 3 giugno 2009     | Londra          | Regno Unito  | The O2 Arena                        | 3                  | 139.778 / 139.778                         | $9.959.306   |
| 4 giugno 2009     | Londra          | Regno Unito  | The O2 Arena                        | 3                  | 139.778 / 139.778                         | $9.959.306   |
| 6 giugno 2009     | Londra          | Regno Unito  | The O2 Arena                        | 3                  | 139.778 / 139.778                         | $9.959.306   |
| 7 giugno 2009     | Londra          | Regno Unito  | The O2 Arena                        | 3                  | 139.778 / 139.778                         | $9.959.306   |
| 10 giugno 2009    | Londra          | Regno Unito  | The O2 Arena                        | 3                  | 139.778 / 139.778                         | $9.959.306   |
| 11 giugno 2009    | Londra          | Regno Unito  | The O2 Arena                        | 3                  | 139.778 / 139.778                         | $9.959.306   |
| 13 giugno 2009    | Londra          | Regno Unito  | The O2 Arena                        | 3                  | 139.778 / 139.778                         | $9.959.306   |
| 14 giugno 2009    | Londra          | Regno Unito  | The O2 Arena                        | 3                  | 139.778 / 139.778                         | $9.959.306   |
| 17 giugno 2009    | Manchester      | Regno Unito  | Manchester Arena                    | 3                  | N.D.                                      | N.D.         |
| 19 giugno 2009    | Dublino         | Irlanda      | The O2                              | 3                  | N.D.                                      | N.D.         |
| 20 giugno 2009    | Dublino         | Irlanda      | The O2                              | 3                  | N.D.                                      | N.D.         |
| 4 luglio 2009     | Parigi          | Francia      | Palazzo dello Sport di Parigi-Bercy | 4                  | N.D.                                      | N.D.         |
| 5 luglio 2009     | Parigi          | Francia      | Palazzo dello Sport di Parigi-Bercy | 4                  | N.D.                                      | N.D.         |
| 6 luglio 2009     | Parigi          | Francia      | Palazzo dello Sport di Parigi-Bercy | 4                  | N.D.                                      | N.D.         |
| 9 luglio 2009     | Anversa         | Belgio       | Sportpaleis                         | 5                  | N.D.                                      | N.D.         |
| 11 luglio 2009    | Copenaghen      | Danimarca    | Stadio Parken                       | 5                  | N.D.                                      | N.D.         |
| 13 luglio 2009    | Stoccolma       | Svezia       | Ericsson Globe                      | 5                  | N.D.                                      | N.D.         |
| 14 luglio 2009    | Stoccolma       | Svezia       | Ericsson Globe                      | 5                  | N.D.                                      | N.D.         |
| 16 luglio 2009    | Helsinki        | Finlandia    | Hartwall Areena                     | 5                  | N.D.                                      | N.D.         |
| 19 luglio 2009    | San Pietroburgo | Russia       | Palazzo del ghiaccio                | 5                  | N.D.                                      | N.D.         |
| 21 luglio 2009    | Mosca           | Russia       | Olimpijskij                         | 5                  | N.D.                                      | N.D.         |
| 26 luglio 2009    | Berlino         | Germania     | O2 World Berlin                     | 6                  | N.D.                                      | N.D.         |
| Nord America      |                 |              |                                     |                    |                                           |              |
| 20 agosto 2009    | Hamilton        | Canada       | Copps Coliseum                      | 2 ; 7 ; 8          | 16.629 / 16.629                           | $943.852     |
| 21 agosto 2009    | Ottawa          | Canada       | Scotiabank Place                    | 2 ; 7 ; 8          | 15.883 / 15.883                           | $1.071.229   |
| 24 agosto 2009    | New York        | Stati Uniti  | Madison Square Garden               | 7 ; 8 ; 9          | 53.356 / 53.356                           | $3.814.089   |
| 25 agosto 2009    | New York        | Stati Uniti  | Madison Square Garden               | 7 ; 8 ; 9          | 53.356 / 53.356                           | $3.814.089   |
| 26 agosto 2009    | New York        | Stati Uniti  | Madison Square Garden               | 7 ; 8 ; 9          | 53.356 / 53.356                           | $3.814.089   |
| 29 agosto 2009    | Boston          | Stati Uniti  | TD Banknorth Garden                 | 7 ; 8 ; 9          | [ 58 ]                                    | [ 58 ]       |
| 30 agosto 2009    | Filadelfia      | Stati Uniti  | Wachovia Center                     | 7 ; 8              | 17.641 / 17.641                           | $1.165.725   |
| 1º settembre 2009 | Orlando         | Stati Uniti  | Amway Arena                         | 7 ; 9              | 16.408 / 16.408                           | $687.437     |
| 2 settembre 2009  | Miami           | Stati Uniti  | American Airlines Arena             | 7 ; 9              | [ 59 ]                                    | [ 59 ]       |
| 4 settembre 2009  | Atlanta         | Stati Uniti  | Philips Arena                       | 7 ; 9              | [ 60 ]                                    | [ 60 ]       |
| 5 settembre 2009  | Greensboro      | Stati Uniti  | Greensboro Coliseum                 | 7 ; 9              | 10.813 / 10.813                           | $559.862     |
| 8 settembre 2009  | Auburn Hills    | Stati Uniti  | The Palace of Auburn Hills          | 7 ; 9              | 12.572 / 12.572                           | $935.772     |
| 9 settembre 2009  | Rosemont        | Stati Uniti  | Allstate Arena                      | 7 ; 9              | [ 61 ]                                    | [ 61 ]       |
| 11 settembre 2009 | Des Moines      | Stati Uniti  | Wells Fargo Arena                   | 7 ; 9              | 10.397 / 10.397                           | $525.479     |
| 12 settembre 2009 | Grand Forks     | Stati Uniti  | Alerus Center                       | 7 ; 9              | 12.713 / 12.713                           | $849.983     |
| 15 settembre 2009 | Tulsa           | Stati Uniti  | BOK Center                          | 7 ; 9              | 16.930 / 16.930                           | $794.596     |
| 16 settembre 2009 | Houston         | Stati Uniti  | Toyota Center                       | 7 ; 9              | [ 62 ]                                    | [ 62 ]       |
| 18 settembre 2009 | Dallas          | Stati Uniti  | American Airlines Center            | 7 ; 9              | [ 63 ]                                    | [ 63 ]       |
| 19 settembre 2009 | Bossier City    | Stati Uniti  | CenturyTel Center                   | 7 ; 9              | 10.240 / 10.240                           | $610.818     |
| 21 settembre 2009 | El Paso         | Stati Uniti  | Don Haskins Center                  | 7 ; 9              | 11.531 / 11.531                           | $928.907     |
| 23 settembre 2009 | Los Angeles     | Stati Uniti  | Staples Center                      | 7 ; 9              | [ 64 ]                                    | [ 64 ]       |
| 24 settembre 2009 | San Diego       | Stati Uniti  | San Diego Sports Arena              | 7 ; 9              | 11.845 / 11.845                           | $608.300     |
| 26 settembre 2009 | Las Vegas       | Stati Uniti  | Mandalay Bay Events Center          | 7 ; 9              | 18.799 / 18.799                           | $1.712.858   |
| 27 settembre 2009 | Las Vegas       | Stati Uniti  | Mandalay Bay Events Center          | 7 ; 9              | 18.799 / 18.799                           | $1.712.858   |
| Australia         |                 |              |                                     |                    |                                           |              |
| 6 novembre 2009   | Perth           | Australia    | Burswood Dome                       | 5                  | N.D.                                      | N.D.         |
| 7 novembre 2009   | Perth           | Australia    | Burswood Dome                       | 5                  | N.D.                                      | N.D.         |
| 11 novembre 2009  | Melbourne       | Australia    | Rod Laver Arena                     | 5                  | N.D.                                      | N.D.         |
| 12 novembre 2009  | Melbourne       | Australia    | Rod Laver Arena                     | 5                  | N.D.                                      | N.D.         |
| 13 novembre 2009  | Melbourne       | Australia    | Rod Laver Arena                     | 5                  | N.D.                                      | N.D.         |
| 16 novembre 2009  | Sydney          | Australia    | Acer Arena                          | 5                  | 66.247 / 69.640                           | $9.085.822   |
| 17 novembre 2009  | Sydney          | Australia    | Acer Arena                          | 5                  | 66.247 / 69.640                           | $9.085.822   |
| 19 novembre 2009  | Sydney          | Australia    | Acer Arena                          | 5                  | 66.247 / 69.640                           | $9.085.822   |
| 20 novembre 2009  | Sydney          | Australia    | Acer Arena                          | 5                  | 66.247 / 69.640                           | $9.085.822   |
| 22 novembre 2009  | Brisbane        | Australia    | Brisbane Entertainment Centre       | 5                  | 29.457 / 39.876                           | $4.053.770   |
| 24 novembre 2009  | Brisbane        | Australia    | Brisbane Entertainment Centre       | 5                  | 29.457 / 39.876                           | $4.053.770   |
| 25 novembre 2009  | Brisbane        | Australia    | Brisbane Entertainment Centre       | 5                  | 29.457 / 39.876                           | $4.053.770   |
| 27 novembre 2009  | Melbourne       | Australia    | Rod Laver Arena                     | 5                  | N.D.                                      | N.D.         |
| 29 novembre 2009  | Adelaide        | Australia    | Adelaide Entertainment Centre       | 5                  | N.D.                                      | N.D.         |
| Totale            | Totale          | Totale       | Totale                              | Totale             | 1.284.177 / 1.297.989 (98.9%)             | $114.284.050 |

### Cancellazioni
| Data           | Città    | Stato   | Luogo            | Causa                |
| Europa         | Europa   | Europa  | Europa           | Europa               |
| -------------- | -------- | ------- | ---------------- | -------------------- |
| 24 luglio 2009 | Varsavia | Polonia | TWKS Arena       | Disputa contrattuale |
| 28 luglio 2009 | Milano   | Italia  | Mediolanum Forum | Disputa contrattuale |

## Personale
- Direttore del Tour: Jamie King[67]
- Direttore Musicale: Simon Ellis[67]
- Coreografi: JaQuel Knight, Britney Spears, Chase Benz, Tony Testa, Dreya Weber,[67] Rujuta Vaidya[68]
- Ballerini: Jose Omar, Willie Gomez, Jonathan "J-Boogie" Rabon, Chase Benz, Jia Huang, Laura Edwards, George Jones JR, Luke Broadlick, Tiana Brown, Justin de Vera, Valerie "Rais" Moise, Marc "Marvelous" Inniss, Ava "Ava Flave" Berstine, Tye Myers, JP San Pedro, Devon Jameson.
- Managers: Larry Rudolph, Adam Leber
- Costume design: Dsquared2, The Blonds, David Alexander, Catriona Mackechnie
- Stilista: William Baker
- Tour promoter: AEG Live
- Tour Sponsor: Virgin Mobile